# Чокто Лејк (Охајо)
Чокто Лејк (енгл. Choctaw Lake) насељено је место без административног статуса у америчкој савезној држави Охајо.

## Демографија
По попису из 2010. године број становника је 1.546, што је 16 (-1,0%) становника мање него 2000. године.
| Група             | 2000.         | 2010.         |
| Белци             | 1.490 (95,4%) | 1.500 (97,0%) |
| Афроамериканци    | 4 (0,3%)      | 12 (0,8%)     |
| Азијати           | 43 (2,8%)     | 6 (0,4%)      |
| Хиспаноамериканци | 8 (0,5%)      | 15 (1,0%)     |
| Укупно            | 1.562         | 1.546         |